# Слёзная кость

Положение слёзной кости в черепе.

Слёзная кость (лат. os lacrimale) — в анатомии человека — небольшая парная кость лицевого отдела черепа. Располагается в переднем отделе медиальной стенки глазницы сзади от восходящей ветви верхней челюсти. Имеет форму четырёхугольной пластинки. Участвует в образовании внутренней стенки глазницы и наружной стенки носовой полости.
Сочленения:
- Сверху — с глазничной частью лобной кости лобно-слёзным швом,
- Сзади — с передним краем глазничной пластинки решётчатой кости,
- Спереди — со слёзным отростком нижней носовой раковины слёзно-раковинным швом,
- Снизу — с глазничной поверхностью верхней челюсти слёзно-верхнечелюстным швом.

Прикрывает передние ячейки решётчатой кости и несёт на своей латеральной поверхности задний слёзный гребешок, который разделяет её на задний отдел — больший, и передний — меньший. Гребешок заканчивается выступом — слёзным крючком, направленным к слёзной борозде на лобном отростке верхней челюсти. Задний отдел плоский, передний — вогнут и образует слёзный жёлоб, который снизу прилегает к слёзной борозде лобного отростка верхней челюсти, и образует с ней ямку слёзного мешка. Последняя переходит вниз в носослёзный канал, который открывается в нижний носовой ход.
Происхождение мембранозное, оссификация одним центром, появляющимся на третьем месяце внутриутробного развития.